# Nerio II Acciaiuoli
Nerio II Acciaiuoli – władca Księstwa Aten w latach 1435–1439 i 1441–1451. Krewny Antoniego I Acciaiuoliego.

## Życiorys
Objął rządy po śmierci Antoniego I, niebawem jednak został wygnany przez brata, który przyjął imię Antoniego II. Po jego śmierci w dwa lata później Nerio II powrócił do Aten. Był władcą słabym i mało znaczącym.